# Johann Gottfried Fehre
Johann Gottfried Fehre (* 1685, getauft 22. März 1685 in Dresden; † 29. Oktober 1753 ebenda) war ein deutscher Baumeister und Architekt sowie kursächsischer Obermaurermeister und Baumeister.

## Werdegang

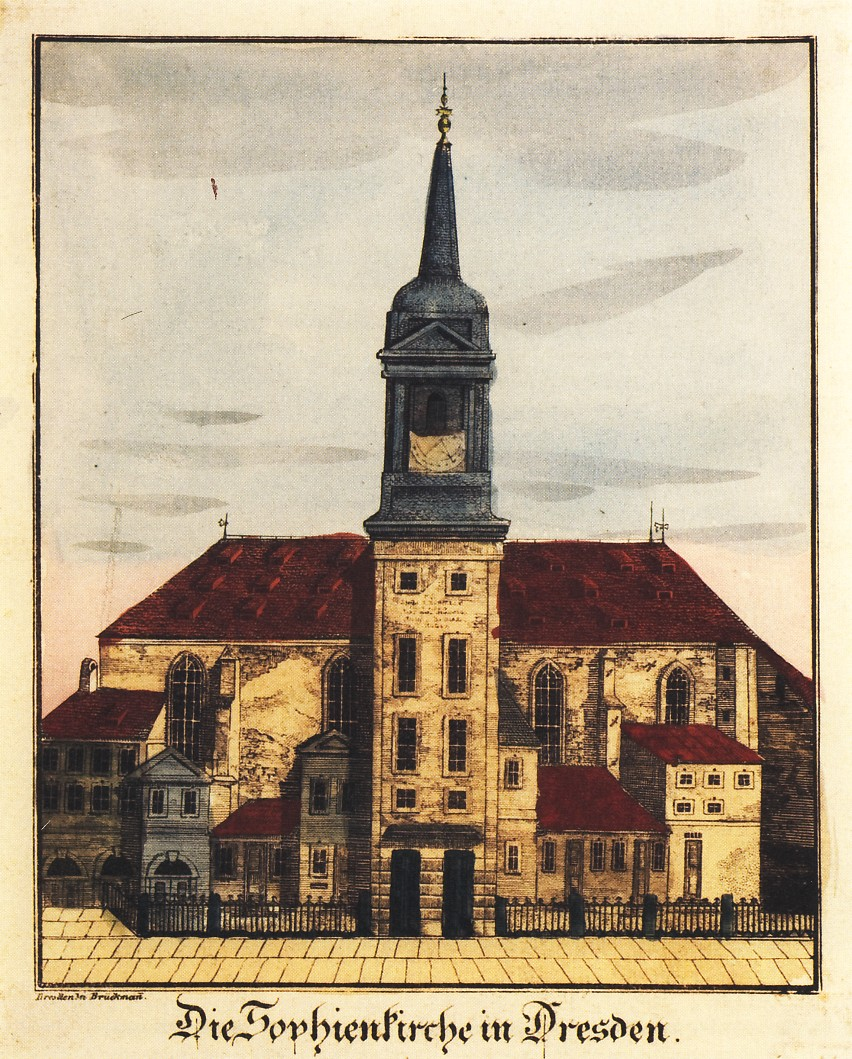
Angebauter Glockenturm der Sophienkirche in Dresden

Johann Gottfried, auch d. J. genannt, war Sohn des Dresdner Ratsmaurermeisters Johann Christian Fehre. Er erlernte den Beruf seines Vaters und kehrte nach seiner Wanderschaft nach Dresden zurück, wo er im Jahr 1715 das Bürgerrecht zugesprochen bekam. Im Jahr 1720 wurde er zum Ratsmaurermeister ernannt. In Dresden errichtete er mehrere Bürgerhäuser, bis er eine größere Baumaßnahme mit dem Bau der Dorfkirche in Forchheim von 1719 bis 1726 unter dem Ratszimmermeister George Bähr leitete. In der Zeit von 1720 bis 1724 errichtete er gemeinsam mit dem Zimmermeister George Dünnebier die Stadtkirche St. Marien in Königstein nach Plänen von George Bähr. Ein weiterer Bau mit dem Ratszimmermeister ist der Einbau der Silbermannorgel in die Sophienkirche in Dresden. In der gleichen Zeit errichtete er sein Wohnhaus Heinrichstraße 2 Ecke Hauptstraße in Altendresden.
Nach dem Tod seines Vaters im Jahr 1720 übernahm er dessen Aufgaben. Unter der Leitung von George Bähr arbeitete er ab 1726 am Neubau der Frauenkirche, obwohl er sich dessen steinerne Kuppel schwer vorstellen konnte. Von 1727 bis 1731 entstand unter seiner Leitung die Verbreiterung der Dresdner Elbbrücke des Oberlandbaumeisters Matthäus Daniel Pöppelmann, nach dessen Entwurf übernahm er von 1732 bis 1739 auch die Maurerleistungen am Neubau der Dreikönigskirche in der Neuen Königsstadt, nachdem 1731 Kurfürst August der Starke angewiesen hatte, die unter Johann Gottfrieds Vater erbaute Kirche abzubrechen, weil diese die Sicht zum Bautzner Platz, heute Albertplatz, versperrte und inmitten der neuen Hauptachse lag. Im Jahr 1736 entstand nach Plänen von Johann Christoph Knöffel der Glockenturm für die Sophienkirche in Dresden.
In der Zeit von 1741 bis 1745 entstand unter seiner Leitung das Dresdner Rathaus auf dem Altmarkt. Mit dem  Ratszimmermeister Georg Friedrich Winkler erbaute er in der Zeit von 1750 bis 1752 das Rathaus am Neustädter Markt, dessen Außenfassade nach Plänen des Oberlandbaumeisters Knöffel gestaltet wurde. Im Jahr 1751 errichtete er das Diakonatsgebäude der Annenkirche. Auch ein Gutachten über den Bauzustand des Turmes der Schneeberger St.-Wolfgangs-Kirche wird in den Unterlagen erwähnt. Bereits im Jahr 1753 verstarb er in Dresden und hat eine Vielzahl betonter Gebäude mit einfach gegliederten Fassaden mit Pilastern und Brüstungsspiegel hinterlassen.
Zu seinen Hauptwerken zählt die Bauausführung der Dresdner Frauenkirche, vor allem der Laterne, nach dem Tod George Bährs 1740 bis 1743. Daneben leitete Fehre von 1741 bis 1745 die Bauausführung des Rathausneubaus am Altmarkt nach Plänen von Johann Christoph Knöffel. Von ihm stammen die Pläne des 1750 bis 1754 neugebauten Neustädter Rathauses. Von 1746 bis 1748 schuf er mit Johann George Schmidt die Marienkirche in Großenhain.